# ترند (سرباز)
ترند، روستایی از توابع بخش سرباز شهرستان سرباز در استان سیستان و بلوچستان ایران است.

## جمعیت
این روستا در دهستان نسکند قرار دارد و براساس سرشماری مرکز آمار ایران در سال1390، جمعیت آن 451 نفر (120خانوار) بوده‌است.